# 안현정
안현정(1977년 2월 15일 ~ 2011년 8월 4일)은 대한민국의 극작가이다. 2011년 8월 4일 오후 5시 20분, 서울성모병원에서 충수암으로 35세의 나이에 요절 사망했다. 2007년 제13회 한국뮤지컬대상 극본상을 수상했다.